# Shadow Play (Stargate SG-1)
Shadow Play (Operación Imaginaria) es el séptimo episodio de la sexta temporada de la serie de televisión de ciencia ficción Stargate SG-1, y el episodio N.º 117 de toda la serie.

## Trama
El SGC recibe una transmisión del Gobierno de Kelowna, a través del Portal. Durante una reunión luego se revela que ellos quieren restablecer relaciones comerciales con la Tierra. A pesar de la oposición de O'Neill a esto, Hammond informa que el gobierno ha aceptado, debido a que la Naquadria es muy importante para desarrollar tecnologías contra los Goa'uld.
Pronto, 3 Kelownans llegan a la base. Uno de ellos es el Dr. Kieran, maestro y colega de Jonas. En la reunión desean tecnología militar de la Tierra, respecto a lo cual, el SGC se muestra renuente.ellos revelan que los otros 2 países de su mundo planean aliarse contra Kelowna, y por eso, ellos, a cambio de Naquadriah. No obstante, de no haber acuerdo, los Kelowna dicen que no tendrán otra opción más que usar la bomba de Naquadria. Después de las reuniones, el Dr. Kieran vuelve a la Tierra solo, para hablar con Jonas. Él le revela a Jonas que pertenece a una Organización secreta de las 3 naciones, que planean derrocar a sus respectivos gobiernos para evitar una nueva guerra. Jonas discute esto luego con el resto y ellos convienen en analizar más la situación primero. 
Más adelante, el SG-1 va a Kelowna a seguir las negociaciones. Mientras los Kelowna siguen insistiendo en adquirir tecnología militar, el SG-1 solo les ofrece medicinas. El equipo luego habla con Kieran, quien intentara reunirlos con la resistencia. En la noche, Jonas se reúne con el Alto Ministro Velis, con quien habla sobre lo ocurrido en el último tiempo, pero además éste le pide a Jonas que vigile al Dr. Kieran, porque según dice su comportamiento se ha vuelto errático.  
Las negociaciones continúan al otro día, pero no hay acuerdo. Luego, mensajeros informan que los 2 países enemigos han firmado el pacto de no-agresión, por lo que pronto atacaran.
El SG-1 entonces se ofrece a negociar con los otros países, pero los Kelownans rechazan esto porque en consecuencia deberían revelar la existencia del Stargate. 
El equipo después va a ver al Dr. Kieran, quien les revela que 2 científicos, miembros de la resistencia, han desaparecido. O'Neill al ver la difícil situación del movimiento desea irse, pero Kieran le dice que a cambio de que los ayuden en el golpe, él les dará el Naquadria que ha estado robando para su grupo. 
Más tarde, Kieran se encuentra caminando en la ciudad, cuando Jonas aparece y le dice que lo siguen. Ambos entonces son perseguidos por un soldado Kelownan, que les dispara. Jonas logra derribarlo, pero Kieran cae de las escaleras que estaban subiendo.
El Doctor luego es traído al SGC. Allí se revela al resto que los Kelownans lo encontraron inconsciente en un pasaje.
Después el SG-1, sin Jonas, vuelve al planeta a buscar la base Rebelde. En el SGC, la Dra. Fraiser revela a Hammond que Kieran al parecer sufre de esquizofrenia. Jonas vuelve a Kelowna antes de enterarse de esto, y habla con el gobierno advirtiéndoles de los Goa'uld.
Mientras, utilizando el Naquadria como guía, el resto del equipo encuentra la base de la resistencia, pero resulta estar vacía. Luego O’Neill va a ver a Jonas al cuarto de reuniones, y le dice que no existe la tal resistencia; Kieran es esquizofrénico. Jonas entonces enfrenta al consejo y ellos le revelan que los 2 científicos "desaparecidos" fueron enviados a una institución psiquiátrica. Él entonces vuelve con O'Neill al SGC.
Allí entonces hablan de la situación de Kieran y que esta se debió a la débil protección en la investigación con el Naquadria. Carter dice que no han recibido mensaje de Kelowna desde que Jack y Jonas volvieron, lo que hace pensar en que ya están en guerra. Como no hay cura para el doctor, Jonas (sin decirle la verdad) le informa que será enviado a un lugar donde lo atenderán mejor. Kieran entonces le dice que pronto ocurrirá el golpe; lo mantienen informado. Ante esto, Jonas solo puede convenir tristemente, diciéndole además que salvo al mundo.

## Artistas invitados
- Dean Stockwell como el Dr. Kieran.
- Joel Swetow como el alto ministro Velis.
- Doug Abrahams como el comandante Hale.
- Gillian Barber como la embajadora Dreylock.
- Teryl Rothery como la Dra. Fraiser.
- Gary Jones como Walter Harriman.
- Rob Daly como líder de la resistencia.
- Paul Schele como Soldado Kelownan.
- Susie Wickstead como Asistente Kelownan.
- Jonathan Kralt como Soldado Kelownan #2.[3]
- Jason Calder (II)  como Soldado Kelownan #3.[3]